# Mathieu II de Montmorency
Mathieu II de Montmorency, né vers 1168 et mort le 24 novembre 1230, dit le Grand, est Connétable de France,  seigneur de Montmorency, d'Écouen, de Conflans-Sainte-Honorine, d'Acquigny et d'Attichy,.

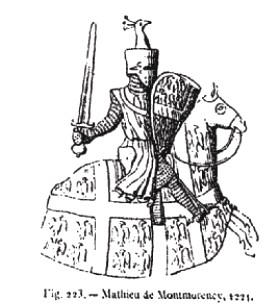
Sceau de Mathieu II de Montmorency (1224).

Il est nommé connétable de France en 1218.

## Biographie

### Parents et fratrie
Petit-fils de Mathieu Ier de Montmorency, Mathieu II est l'aîné des quatre ou cinq enfants de Bouchard V de Montmorency, seigneur de Montmorency, et de Laurence de Hainaut, fille du comte Baudouin IV de Hainaut, tante de la reine de France (1180) Isabelle (Mathieu II est donc le cousin de la reine à partir du mariage de sa cousine avec Philippe Auguste en 1180).
Ses frères et sœurs sont :
- Ève de Montmorency, morte sans postérité ;
- Thibaut ? ;
- Alix de Montmorency (1173 - 22 février 1221), mariée à Simon IV de Montfort ;
- Jeanne[1].

Il a aussi un demi-frère naturel par son père : Josselin de Montmorency (mort à Saint-Jean-d'Acre en 1191).

### Conquête de la Normandie
Matthieu II est l'un des plus grands notables guerriers de son temps. Armé chevalier par Baudouin V, Comte de Hainaut, il participe à la conquête de la Normandie. Philippe Auguste avait cité devant la cour des pairs de France Jean sans Terre, devenu roi d'Angleterre, pour le meurtre d'Arthur, légitime héritier du trône de Bretagne. Après le refus de comparaître du roi Jean, le roi de France marcha sur la Normandie, dont il avait fait prononcer la confiscation, ainsi que toutes les autres possessions du roi d'Angleterre qui étaient situées en France. Mathieu suivit Philippe Auguste, et signala sa valeur principalement au siège et à la prise de la forteresse de Château-Gaillard près des Andelys, le 6 mars 1204. Après avoir été séparée près de trois cents ans, et après la capitulation de Rouen le 24 juin 1204, toute la Normandie était conquise et réunie à la couronne de France.

### Bataille de Bouvines
Mathieu de Montmorency prit part à la bataille de Bouvines le 27 juillet 1214 où il fait partie de l'aile droite de l'Ost français en compagnie du duc de Bourgogne et du comte de Beaumont. 
Une légende postérieure datant du XVIIe siècle affirme que l'ajout de douze alérions à ses armes provient de la capture de 12 enseignes des troupes impériales. Mais cela est contraire aux pratiques de la guerre féodale d'alors, où l'on préférait capturer les hommes vivant, ils n'avaient pas tendance à mourir pour leur drapeau contrairement aux batailles de l'Antiquité et de la Renaissance, de plus, le nombre de troupes impériales était faible par rapport aux troupes des princes de Lorraine et de Flandre. Si le roi avait concédé des armoiries, ce serait non pas des alérions mais des fleurs de lys. La conquête des enseignes est un thème commun à plusieurs légendes héraldiques, et celle-ci a pour but de valoriser un ancêtre dans une période où les Montmorency reviennent au premier plan. Les chroniqueurs de l'époque ne se contentent que de noter le nom du seigneur de Montmorency au tableau d'honneur.

Blason de la Maison de Montmorency : « d'or à la croix de gueules cantonnée de… »
avant 1214 : « … quatre alérions d'azur »
après 1214 : « … seize alérions d'azur »

### Croisade des Albigeois
La croisade contre les Albigeois et le comte Raymond VI de Toulouse, commencée en 1209, durait toujours lorsqu'en 1215 Mathieu se joignit aux croisés et trouva plus d'une occasion de signaler son courage. Pendant cette campagne, il rehaussa en maintes occasion l'éclat de son titre de connétable et en fit la première dignité du royaume.
Sous le règne de Louis VIII, Mathieu jouit de la plus grande autorité. Il seconda le roi dans le projet qu'il avait de chasser de France les Anglais.

Alors que Louis VIII combattait les Albigeois, c'est lui qui était à la tête, en 1224, de l'armée royale durant la campagne de Saintonge contre les Anglais. Il s'empara de Niort (dont le château de Niort-de-Sault), de Saint-Jean-d'Angély, du Limousin, du Périgord, de l'Aunis et de la Rochelle.

Il porta ensuite assistance au roi de France dans sa lutte contre les Cathares. Mathieu marcha contre eux et les combattit jusqu'à raccommodement qui eut lieu en 1226. Louis VIII n'existait déjà plus : à l'approche d'une mort prématurée, ce monarque, plein de confiance dans les talents et la fidélité de Montmorency, lui avait instamment recommandé son fils encore en bas âge.
Mathieu jura de soutenir l'enfant de son roi et de verser pour lui s'il le fallait, jusqu'à la dernière goutte de son sang. Il eut bientôt l'occasion d'accomplir son serment quand les grands vassaux de la couronne crurent pouvoir profiter de la minorité du roi et de là régence d'une femme. Mais l'intrépide Blanche de Castille, aidée des conseils du légat du pape et surtout de l'épée de Montmorency, les réduisit à l'obéissance et conserva dans toute son intégrité le pouvoir de son fils.

### Mort
En 1227, Matthieu écrase les comtes de La Marche et de Champagne, attaque le comte de Bretagne et s'empare en 1229 de Bellême dans le Perche, puis pénètre en Anjou. Il trépasse au retour et est enseveli à l'abbaye du Val le 24 novembre 1230.

### Grand connétable
Matthieu II mérita le surnom de Grand Connétable par son courage, par son habileté dans les affaires et plus encore par ses vertus. Un trait de ce personnage, peut-être plus intéressant que ses victoires, c'est que, moyennant une légère redevance, il affranchit tous ses vassaux des corvées, des tailles, et des impositions que les barons étaient alors en position d'exiger : bienfait immense, car plus de six cents fiefs dépendaient de la seule baronnie de Montmorency. Son exemple amena l'abbaye de Sainte-Geneviève, propriétaire seigneurial du clos de Mauvoisin, dont Mathieu II avait l'usufruit à  accorder en 1202 des avantages aux hôtes qui s'y établiraient, ce qui amena l'urbanisation de ce territoire auparavant planté de vignes.
Le connétable de Montmorency ne prenait que le titre de baron, et, par ses alliances et celles de ses ancêtres, il se trouvait grand-oncle, oncle, beau-frère, neveu, petit-fils de deux empereurs, de six rois, et allié de tous les souverains de l'Europe.
Cette parenté est l'exemple le plus frappant de l'illustration de la maison de Montmorency, qui ne le cède qu'aux maisons souveraines, et qui a donné à la France six connétables, onze maréchaux, quatre amiraux, des grands maîtres, des grands chambellans, etc.

### Famille de Laval
En 1218 il épouse en secondes noces Emma de Laval. Le roi de France voulait pourvoir d'une manière plus assurée à la succession de la baronnie de Laval. Matthieu qui était veuf, avait de Gertrude de Nesle, sa première femme, des enfants qui devaient hériter de son nom. Il consentit donc à ce que le premier-né d'Emma prît le nom de Laval. Lui-même s'obligea à adopter celui de Guy de Laval dans tous les actes publics. Il signa en effet ainsi une donation qu'il fit plus tard à l'abbaye d'Évron, en présence d'Emma et d'Havoise de Craon, sa belle-mère.

## Mariages et enfants
En 1193 il épouse en premières noces Gertrude de Soissons (morte vers 1220), fille du comte Raoul Ier de Soissons, divorcée de Jean de Beaumont (plus tard comte de Beaumont). Ils ont :
1. Bouchard VI (mort en 1243), seigneur de Montmorency ;
2. Mathieu[note 5] (mort en février 1250 à la bataille de Mansourah), seigneur d'Attichy. Comte de Ponthieu par son mariage (entre septembre 1240 et le 15 décembre 1241) avec Marie de Ponthieu (née avant le 17 avril 1199, morte en septembre 1250), fille de Guillaume « Talvas » comte de Ponthieu et de sa femme Alix de France, veuve de Simon de Dammartin comte d'Aumâle ;
3. Jean (mort après janvier 1226)[note 5].

En juillet 1218 il épouse en secondes noces Emma de Laval (1200-1264), dame de Laval, veuve de Robert Ier comte d'Alençon. Mathieu et Emma de Laval ont :
1. Guy VII de Laval (1219-1265), baron de Vitré, seigneur de Laval (1264-1265), seigneur d'Acquigny, de Hérouville, d'Aubigné et d'Olivet ;
2. Avoise (morte en 1270) qui épousera Jacques de Château-Gontier en 1239.

Veuve, Emma de Laval (1200-1264) se remarie avec Jean, sire de Toucy.
Mathieu II est grand-oncle, oncle, beau-frère, neveu, petit-fils de deux empereurs, de six rois, et allié de tous les souverains de l'Europe ; il prend comme ses ancêtres la qualité de « sire de Montmorency, par la grâce de Dieu ».